# Uloborus barbipes
Uloborus barbipes är en spindelart som beskrevs av Ludwig Carl Christian Koch 1872. Uloborus barbipes ingår i släktet Uloborus och familjen krusnätsspindlar.
Artens utbredningsområde är Queensland. Inga underarter finns listade i Catalogue of Life.